# Домингес-и-Гомес, Климент
Григорий XVII, в миру Климент Домингес-и-Гомес (Clemente Domínguez y Gómez) (23 апреля 1946, Севилья — 22 марта 2005, Утрера) — испанский седевакантист, который был провозглашён своими последователями папой римским, глава так называемой Паламарской церкви.

## Биография
Родился в городе Севилья, Испания, 23 апреля 1946 года в семье Рафаэля и Марии Луизы. Когда с 30 марта 1968 года начали происходить явления Девы Марии (не признанные католической церковью) в местечке Эл Пальмар де Троя (El Palmar de Troya), он стал частым паломником в это место.
Своё первое видение юный Климент получил 30 сентября 1969 года. После этого события он становится главным визионером этих явлений. Каждое явление Девы Марии сопровождалось для него экстазом. Сообщения, получаемые им во время этих объявлений, главным образом касались призывами к молитве и покаянию, призывам ко всем приходить на место явлений, осуждением ересей прогрессивизма, в которых якобы находилась католическая церковь. С этого момента Климент начинает распространять полученные откровения, выступая перед церковными иерархами во многих частях Испании, а также в различных странах Европы и Америки. Его не раз принимал на своей аудиенции кардинал Альфред Оттавиани (впоследствии канонизированный будущим папой Григорием XVII) в Риме. Через него Климент передавал свои послания папе Павлу VI о коррумпированности и пособничестве ересям кардиналов и епископов католической церкви. Однажды ему даже посчастливилось быть принятым лично римским понтификом.
Климент и его последователи начали подвергаться гонениям со стороны испанского епископата и обычных людей. Даже те, кто получал видения в том же месте, отвернулись от Климента. Под действием своих видений в Эл Пальмар де Троя были интронизированы образ «Святого Лица Иисуса» (2 февраля 1972) и «Образ Пресвятой Девы Марии» (12 сентября 1972). Несмотря на преследования со стороны иерархов католической церкви, Климент был большим поклонником папы Павла VI. Он считал, что при всем заблуждении католических иерархов папа Павел VI был безвинной жертвой масонов, которые, захватив власть в Риме, подавляли волю римского понтифика через наркотики (впоследствии папа Павел VI был канонизирован Климентом).
23 декабря 1975 года Климентом был основан монашеский орден кармелитов Святого Лица. 1 января 1976 года Климент вместе с тремя своими товарищами был поставлен в священники архиепископом Нго Динг Туком (Ngo Dingh Thuc), а через десять дней 11 января был возведён в епископы. Данные рукоположения Нго Динг Тука признаются каноническим правом католической церкви истинными, но не легитимными (так как на них не было формального разрешения папы). Вслед за епископским рукоположением, Климент рукополагает многих других, которые в будущем составят епископскую коллегию католической церкви Пальмарии. С этого момента начинается активное преследование со стороны испанского епископата католической церкви. 29 мая 1976 Климент теряет оба своих глаза во время дорожно-транспортного происшествия. 4 августа 1976 года визионер еп. Климент получает видение, в котором говорилось, что он будет следующим понтификом католической церкви. 20 января 1977, после очередного видения, он изменяет своё имя на еп. Фердинанд. Во время смерти папы Павла VI (6 августа 1978 г.) еп. Фердинанд находился в столице Колимбии. Ему было видение, что сам Христос в сопровождении апостолов Петра и Павла коронует его тиарой как нового папу.
По возвращении в Испанию 15 августа происходит торжественное возведение на папский престол еп. Климента в присутствии всех его последователей. Он берет себе имя Григорий XVII. И с этого момента, по словам Григория XVII, римская кафедра переносится мистическим образом в Испанию, в местечко Эл Пальмар де Троя (El Palmar de Troya), и отныне истинной католической церковью необходимо признавать Единую, Католическую, Апостольскую, Пальмарскую Церковь, а не римскую, а все последующие римские понтифики признаются еретиками и антипапами. Резиденция Григория XVII находилась в Севилье до 24 июля 2003 года, когда он переехал «Finca de Nuestra Madre del Palmar Coronada», возле возведенной Кафедральной базилики в деревне Эл Пальмар де Троя (El Palmar de Troya). 21 марта 2005 года Григорий XVII ушёл из жизни. Канонизирован своим последователем на престоле папой Петром II 24 марта 2005 года с присвоением титула Великого.